# Coralie Frasse Sombet
Coralie Frasse Sombet (Saint-Martin-d'Hères, 8 aprile 1991) è un'ex sciatrice alpina francese.

## Biografia
Coralie Frasse Sombet, originaria di Saint-Ismier e attiva dal novembre del 2006, ha debuttato in Coppa Europa il 14 dicembre 2007 a Davos in supergigante (39ª) e in Coppa del Mondo il 27 ottobre 2012 a Sölden in slalom gigante, senza concludere la prima prova; in Coppa Europa ha conquistato il primo podio il 30 novembre 2012 a Kvitfjell nella medesima specialità (2ª alle spalle della svedese Sara Hector) e il primo successo il 14 marzo 2013 a Soči Krasnaja Poljana sempre in slalom gigante.
Ai Mondiali di Sankt Moritz 2017, suo esordio iridato, non ha completato lo slalom gigante; due anni dopo ai Mondiali di Åre 2019 è stata 9ª nello slalom gigante, mentre a quelli di Cortina d'Ampezzo 2021 si è piazzata 14ª nello slalom gigante e 9ª nello slalom parallelo. Il 15 gennaio 2022 ha conquistato a Orcières in slalom gigante la seconda e ultima vittoria in Coppa Europa e il giorno successivo l'ultimo podio nel circuito, nelle medesime località e specialità (2ª); ai successivi XXIV Giochi olimpici invernali di Pechino 2022, sua unica presenza olimpica, si è classificata 17ª nello slalom gigante e 5ª nella gara a squadre.

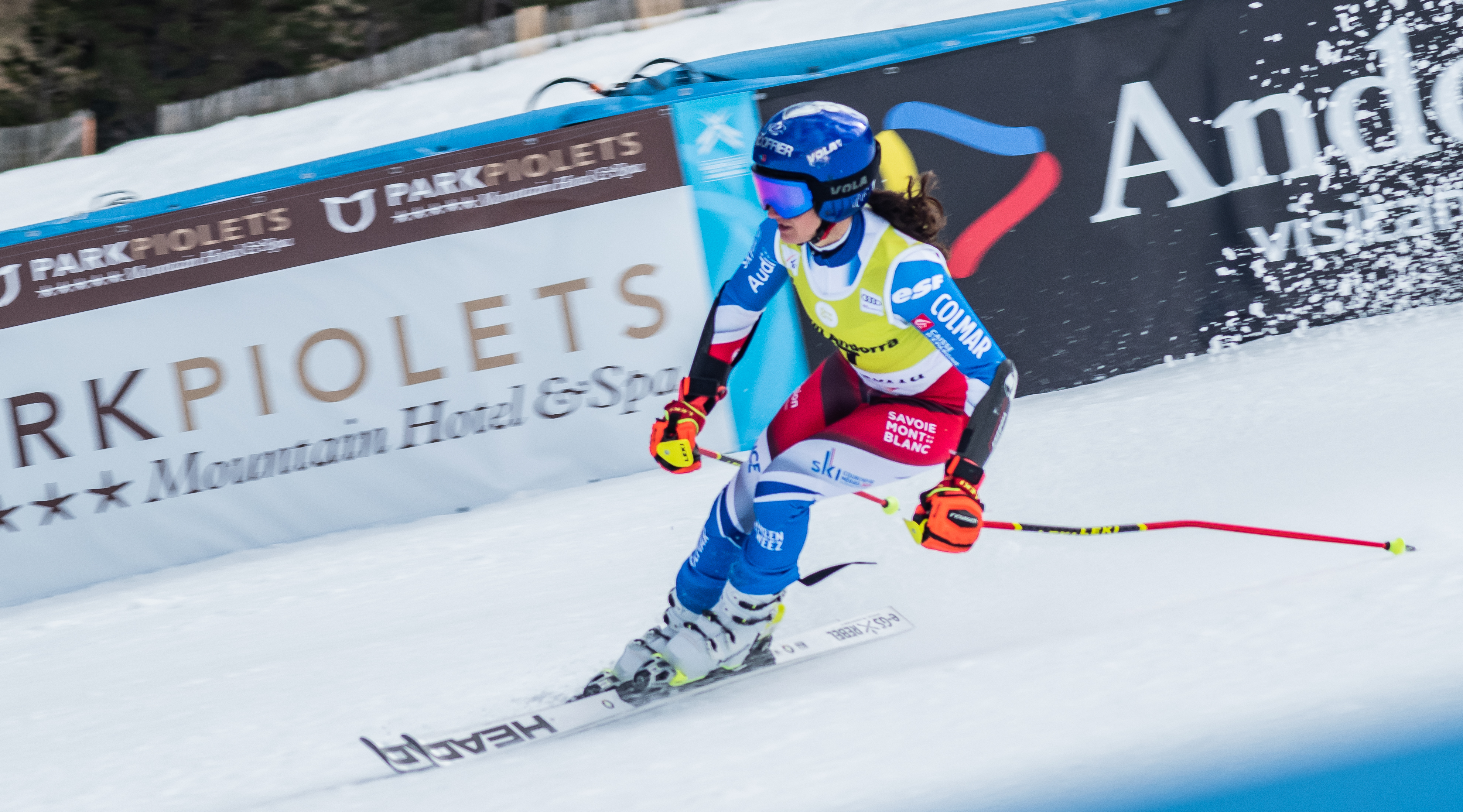
Coralie Frasse Sombet in gara nello slalom gigante disputato a Soldeu il 19 marzo 2023, sua ultima gara in Coppa del Mondo

Il 7 gennaio 2023 ha ottenuto a Kranjska Gora in slalom gigante il miglior risultato in Coppa del Mondo (6ª) e ai successivi Mondiali di Courchevel/Méribel 2023, sua ultima presenza iridata, si è piazzata 9ª nello slalom gigante, 9ª nel parallelo e 7ª nella gara a squadre. Si è ritirata al termine di quella stessa stagione 2022-2023: la sua ultima gara in Coppa del Mondo è stata lo slalom gigante di Soldeu del 19 marzo (16ª) e la sua ultima gara in carriera è stata uno slalom gigante FIS disputato il 5 aprile a Les Menuires.

## Palmarès

### Coppa del Mondo
- Miglior piazzamento in classifica generale: 43ª nel 2022

#### Coppa del Mondo - gare a squadre
- 1 podio:
  - 1 terzo posto

### Coppa Europa
- Miglior piazzamento in classifica generale: 11ª nel 2013
- 8 podi:
  - 2 vittorie
  - 4 secondi posti
  - 2 terzi posti

#### Coppa Europa - vittorie
| Data            | Località              | Paese   | Specialità |
| --------------- | --------------------- | ------- | ---------- |
| 14 marzo 2013   | Soči Krasnaja Poljana | Russia  | GS         |
| 15 gennaio 2022 | Orcières              | Francia | GS         |

Legenda:

GS = slalom gigante

### Nor-Am Cup
- Miglior piazzamento in classifica generale: 36ª nel 2015
- 2 podi:
  - 2 terzi posti

### South American Cup
- Miglior piazzamento in classifica generale: 5ª nel 2010
- 4 podi:
  - 1 vittoria
  - 1 secondo posto
  - 2 terzi posti

#### South American Cup - vittorie
| Data              | Località             | Paese     | Specialità |
| ----------------- | -------------------- | --------- | ---------- |
| 22 settembre 2015 | Ushuaia Cerro Castor | Argentina | GS         |

Legenda:

GS = slalom gigante

### Campionati francesi
- 5 medaglie[2]:
  - 1 argento (supergigante nel 2016)
  - 4 bronzi (slalom gigante nel 2015; slalom gigante nel 2019; slalom gigante nel 2021; slalom gigante nel 2022)